# Dicranota diacantha
Dicranota (Dicranota) diacantha là một loài ruồi trong họ Pediciidae. Chúng phân bố ở vùng sinh thái Nearctic.